# Пирацетам
Пирацета́м (англ. Piracetam) —лекарственное средство с недоказанной эффективностью, ноотроп.
В США пирацетам и другие ноотропы не зарегистрированы в качестве лекарственных препаратов, так как их эффективность при лечении деменции и нейродегенеративных заболеваний не была доказана в контролируемых исследованиях. В США пирацетам не имеет разрешения FDA, но продаётся в составе БАД.
В России пирацетам применяется для лечения множества заболеваний, с 1999 года он разрешён в Японии для лечения кортикального миоклонуса, с 1992 года зарегистрирован в Европейском союзе как строго рецептурный препарат.
Исторически первый (синтезирован в 1964 году) и основной представитель данной группы препаратов, он остаётся одним из важнейших в ней. Химически представляет собой производное пирролидона и является родоначальником семейства так называемых «рацетамов»
В резолюции заседания Президиума Формулярного комитета РАМН РФ 16.03.2007 года пирацетам был признан «устаревшим препаратом с недоказанной эффективностью». По состоянию на 2019 год входит в перечень жизненно необходимых и важнейших лекарственных препаратов РФ.

## Описание
Пирацетам является основным представителем группы ноотропных препаратов. В настоящее время синтезирован целый ряд его непосредственных аналогов и гомологов (оксирацетам, этирацетам и др.), сходных с ним по действию, однако пирацетам продолжает оставаться основным препаратом этой группы.
Механизм действия препарата не выяснен. Его предполагаемые эффекты до сих пор недостаточно описаны, а клинические испытания проводились много лет назад, с использованием методик, которые сейчас не считаются стандартными.
Оборот БАД с пирацетамом и другими ноотропными препаратами в 2015 году в США достиг 640 млн $.

## Фармакологические свойства
Пирацетам хорошо всасывается при приёме внутрь. При введении в организм проникает в разные органы и ткани, в том числе в ткани мозга. Практически не метаболизируется. Выводится почками.

## Эффективность
Клиническое применение пирацетама не обосновано научными данными, для него нет достоверных доказательств эффективности.

### Исследования
В некоторых исследованиях сделано предположение, что пирацетам может приносить некоторую пользу, но в целом доказательств эффективности его применения при деменции или когнитивных нарушениях, не вызванных деменцией, недостаточно.
В кокрановском обзоре 2004 года в результате суммарного анализа данных 24 исследований c 11 959 участниками было показано, что пирацетам при сравнении его с плацебо не приводит к достоверному улучшению состояния больных деменцией, включая сосудистую и вызванную болезнью Альцгеймера, а также к улучшениям при когнитивных нарушениях, не соответствующих диагностическим критериям деменции. Авторы обзора делают вывод о необходимости дальнейшего изучения препарата.
В 2008 году рабочая группа Британской академии медицинских наук отметила, что во многих испытаниях пирацетама при деменции были обнаружены ошибки. В публикации в журнале CNS Drugs в 2017 году отмечалось, что доказательства пользы пирацетама при сосудистой деменции отсутствуют.
Рандомизированное многоцентровое плацебо-контролируемое исследование PASS (Piracetam in Acute Stroke Study) показало отсутствие эффективности пирацетама в лечении острого ишемического инсульта. Выявленные результаты применения пирацетама аналогичны действию плацебо. В данном исследовании пациенты получали пирацетам в дозе 12 граммов в сутки, начало терапии осуществлялось в первые 12 часов от начала инсульта. При дополнительном анализе, однако, было обнаружено, что положительный эффект пирацетама всё же проявляется в подгруппе пациентов с более ранним (до 7 часов) началом терапии при среднетяжёлом и тяжёлом (оценка по шкале Orgogozo менее 55 из 100 баллов) течении инсульта. Проведено ещё одно исследование, PASS II, с включением 800 пациентов и введением пирацетама в первые 7 часов с момента развития инсульта. Результаты исследования так и не были опубликованы спонсором.
Кокрановский обзор 2012 года также показал, что доказательства пользы пирацетама при остром ишемическом инсульте отсутствуют.
Согласно другому кокрановскому обзору 2012 года, данных для оценки использования пирацетама при дистрессе плода во время родов недостаточно, а согласно кокрановскому обзору 2016 года, недостаточно данных для оценки эффективности пирацетама при его использовании для предотвращения возникновения болезненных кризов при серповидноклеточной анемии.

## Показания к применению
Используется для улучшения обменных процессов, происходящих в коре головного мозга при различных заболеваниях ЦНС, особенно связанных с сосудистыми нарушениями и патологией обменных процессов головного мозга. Как утверждается в русскоязычных источниках, лечебные свойства пирацетама определяются его способностью усиливать интегративную активность головного мозга и интеллектуальную деятельность, способствовать консолидации памяти, улучшать процессы обучения, восстанавливать и стабилизировать функции головного мозга, в том числе у людей пожилого и старческого возраста
В неврологической практике назначают при атеросклерозе головного мозга, сосудистом паркинсонизме и при других заболеваниях с явлениями хронической церебрально-сосудистой недостаточности, проявляющейся в нарушениях памяти, внимания, речи, головокружениях и др., а также при изменениях мозгового кровообращения, при коматозных и субкоматозных состояниях после травм головного мозга и интоксикаций, а также в период восстановительной терапии после таких состояний. Применяют также пирацетам при заболеваниях нервной системы, сопровождающихся снижением интеллектуально-мнестических функций и нарушениями эмоционально-волевой сферы.
В психиатрической практике пирацетам используют у больных с невротическими и астеноадинамическими депрессивными состояниями различного генеза с преобладанием в клинической картине признаков адинамии, астенических и сенесто-ипохондрических нарушений, явлений идеаторной заторможенности, а также при вялоапатических дефектных состояниях у больных шизофренией, при психоорганических синдромах различной этиологии, сенильных и атрофических процессах, в комплексной терапии различных психических заболеваний. Пирацетам можно также применять в качестве вспомогательного средства при лечении больных с депрессивными состояниями, резистентных к антидепрессантам, а также при плохой переносимости нейролептиков и других психотропных средств с целью устранения или предотвращения вызываемых ими соматовегетативных, неврологических и психических осложнений.
Заявляется о терапевтическом действии пирацетама у больных ишемической болезнью сердца в пожилом и старческом возрасте. Отмечены усиление действия антиангинальных препаратов, снижение потребности в нитроглицерине, регрессия признаков сердечной недостаточности.
Препарат применяют также в педиатрической практике при различных церебрастенических, энцефалопатических нарушениях, расстройствах памяти, интеллектуальной недостаточности и др.
Заявляется также о целесообразности применения пирацетама для уменьшения явлений гипоксии и ишемии мозга при острых вирусных нейроинфекциях.
Пирацетам используют также для купирования абстинентных, пре- и делириозных состояний при алкоголизме и наркоманиях, а также в случаях острого отравления алкоголем, морфином, барбитуратами и др.
Применение пирацетама в комплексе средств купирования острых явлений алкогольной абстиненции снижает выраженность церебральных сосудистых расстройств, уменьшает головные боли, головокружение, чувство апатии, сонливость. При хроническом алкоголизме пирацетам назначают для уменьшения явлений астении, интеллектуально-мнестических и других нарушений психической деятельности.
Утверждается, что существуют данные, согласно которым пирацетам усиливает действие антидепрессантов и при комбинированном применении может повысить их эффективность.
В связи с антигипоксическим действием авторы русскоязычных источников рекомендуют применение пирацетама в комплексном лечении больных с ишемическим инсультом и инфарктом миокарда.

## Противопоказания
Гиперчувствительность к пирацетаму и производным пирролидона; геморрагический инсульт, выраженная почечная недостаточность (клиренс креатинина менее 20 мл/мин), ажитированная депрессия, болезнь Хантингтона, беременность, кормление грудью, детский возраст до 1 года.

### Ограничения к применению
Нарушение гемостаза, тяжелое кровотечение, при больших хирургических операциях; гипертиреоз; эпилепсия.
Не следует принимать препарат лицам с выраженным атеросклерозом сосудов головного мозга, так как увеличение метаболизма в нервной ткани под воздействием препарата может привести к усилению проявлений симптомов деменции и необратимому ухудшению когнитивных функций. Данное состояние возникает из-за неспособности сосудов головного мозга обеспечить достаточный приток метаболитов.
Лица, склонные к невротическим реакциям, должны учитывать, что препарат при длительном применении вызывает повышение уровня тревожности, что может привести к нарушениям сна (главным образом бессоннице) и опосредованному снижению интеллектуальных функций из-за ухудшения концентрации внимания.
Применение при беременности и кормлении грудью: противопоказано при беременности, на время лечения следует прекратить грудное вскармливание.

## Фармакодинамика
Механизм действия пирацетама окончательно не ясен. Показан модулирующий эффект рацетамов на AMPA глутаматные рецепторы. В литературе описаны увеличение текучести биологических мембран и снижение агрегации тромбоцитов. Показано увеличение поступления кальция в клетку (эффект дискутируемый, хотя, быть может, именно поэтому препарат увеличил смертность больных острым ишемическим инсультом в исследовании PASS).

## Фармакокинетика
Хорошо всасывается и легко проникает в органы и ткани. Биодоступность — около 95 %. Максимальная концентрация в крови наступает в течение 30-60 мин. Практически не метаболизируется в организме, не связывается с белками плазмы крови. Возможно избирательное накопление пирацетама в тканях коры головного мозга. Период полувыведения составляет 4,5 ч (7,7 ч — из головного мозга), удлиняется при почечной недостаточности.

## Побочные действия
- Со стороны нервной системы и органов чувств: гиперкинезия (>1 %), повышенная раздражительность (>1 %), сонливость (<1 %), депрессия (<1 %), астения (<1 %), возбуждение, агрессивное поведение, расстройство сна, головокружение, головная боль, повышение либидо, тремор.
- Обострение коронарной недостаточности;
- тошнота, рвота, диарея, боль в животе;
- увеличение массы тела (>1 %);
- кожные реакции гиперчувствительности.

## Взаимодействие
Усиливает эффект психостимуляторов, непрямых антикоагулянтов, центральные эффекты гормонов щитовидной железы (тремор, беспокойство, раздражительность, нарушение сна, спутанность сознания). В сочетании с нейролептиками усиливает выраженность экстрапирамидных расстройств.

## Передозировка
Пирацетам — это вещество с очень низкой токсичностью, LD50 для крыс составляет 10,6 г/кг при введении в вену.
Симптомы
Усиление возможных побочных эффектов.
Лечение
Промывание желудка, активированный уголь, симптоматическая терапия, возможен гемодиализ (эффективность 50—60 %); специфического антидота нет.